# Кубок африканських чемпіонів 1996
Кубок африканських чемпіонів 1996 — 32-й розіграш турніру, що проходив під егідою КАФ. Матчі проходили з квітня по 13 грудня 1996 року. Турнір проходив за олімпійською системою, команди грали по два матчі. Усього брали участь 39 команд. Чемпіонський титул 4-й раз здобув єгипетський клуб «Замалек» із Гіза.

## Кваліфікація

### Попередній раунд
| Команда 1       | Заг.    | Команда 2               | 1-й матч | 2-й матч |
| --------------- | ------- | ----------------------- | -------- | -------- |
| Фобар           | 1:2     | Мбабане Гайлендерс      | 0:0      | 1:2      |
| Експресс        | 2:3     | Санрайс Флак Юнайтед    | 1:0      | 1:3      |
| Янг Афріканс    | 1:3     | АПР                     | 1:0      | 0:3      |
| Тоуншип Роллерз | 2:5     | Блек Африка             | 2:1      | 0:4      |
| Сент-Джордж     | 2:2 (ч) | Сент-Льюїс Санс Юнайтед | 1:0      | 1:2      |
| Постел 2000     | 3:1     | AS Chéminots            | 2:0      | 1:1      |
| Сен-Дені        | 10:1    | Маянтжа                 | 7:0      | 3:1      |
| Тоффа Котону    | 0:3     | Майті Баролл            | 0:0      | 0:3      |
| Форс Армі       | 0:7     | Маньєма Фантастік       | 0:4      | 0:3      |
| Боавішта (Прая) | т. п.   | Соналек                 | —        | —        |

Примітки
1. ↑  «Тоффа Котону» після першого матчу знявся з турніру.
2. ↑  «Форс Армі» після першого матчу знявся з турніру.
3. ↑  «Соналек» був дискваліфікований тому, що федерація мала борг перед КАФ.

### Перший раунд
| Команда 1             | Заг.    | Команда 2            | 1-й матч | 2-й матч |
| --------------------- | ------- | -------------------- | -------- | -------- |
| КОД Мекнес            | 2:2 (ч) | Семассі              | 1:0      | 1:2      |
| Йенненга              | 2:5     | Голдфілдз            | 1:4      | 1:1      |
| Кабілія               | 4:1     | Boavista             | 2:0      | 2:1      |
| АСЕК Мімозас          | 5:0     | Постел 2000          | 4:0      | 1:0      |
| Діараф                | 1:1 (ч) | Калум Стар           | 0:0      | 1:1      |
| Шутінг Старз          | 5:2     | Мангаспорт           | 4:0      | 1:2      |
| Дайнамоз              | 2:0     | Гор Магіа            | 1:0      | 1:0      |
| Муфуліра Вондерерс    | 4:0     | Мбабане Гайлендерс   | 3:0      | 1:0      |
| Орландо Пайретс       | 4:3     | Сен-Дені             | 2:0      | 2:3      |
| Замалек               | 4:3     | Санрайс Флак Юнайтед | 3:1      | 1:2      |
| Бату                  | 1:2     | АПР                  | 1:0      | 0:2      |
| Петру Атлетіку        | 3:1     | Блек Африка          | 2:0      | 1:1      |
| Аль-Гіляль (Омдурман) | 0:1     | Сент-Джордж          | 0:0      | 0:1      |
| Сфаксьєн              | т. п.   | Майті Баролл         | —        | —        |
| Дешпортіву ді Мапуту  | т. п.   | Аякс (Кейптаун)      | —        | —        |
| Расінг (Бафусан)      | т. п.   | Маньєма Фантастік    | 1:1      | —        |

Примітки
1. ↑  «Майті Баролл» знявся з турніру.
2. ↑  «Аякс» знявся з турніру.
3. ↑  «Расінг» (Бафусан) після першого матчу знявся з турніру.

### Другий раунд
| Команда 1          | Заг.    | Команда 2            | 1-й матч | 2-й матч |
| ------------------ | ------- | -------------------- | -------- | -------- |
| Сфаксьєн           | 3:1     | Сент-Джордж          | 3:0      | 0:1      |
| КОД Мекнес         | 1:0     | Голдфілдз            | 1:0      | 0:0      |
| Кабілія            | 1:0     | Маньєма Фантастік    | 0:0      | 1:0      |
| АСЕК Мімозас       | 1:1 (ч) | Діараф               | 1:1      | 0:0      |
| Шутінг Старз       | 6:4     | Дайнамоз             | 5:1      | 1:3      |
| Муфуліра Вондерерс | 1:2     | Орландо Пайретс      | 1:1      | 0:1      |
| Замалек            | т. п.   | Дешпортіву ді Мапуту | —        | —        |
| АПР                | 2:3     | Петру Атлетіку       | 2:0      | 0:3      |

Примітки
1. ↑  «Дешпортіву ді Мапуту» знявся з турніру.

## Плей-оф

### Чвертьфінал
| Команда 1       | Заг.           | Команда 2    | 1-й матч | 2-й матч |
| --------------- | -------------- | ------------ | -------- | -------- |
| Орландо Пайретс | 1:1 (пен. 3:4) | Шутінг Старз | 1:0      | 0:1      |
| Петру Атлетіку  | 1:2            | Кабілія      | 1:1      | 0:1      |
| Замалек         | 4:2            | КОД Мекнес   | 2:0      | 2:2      |
| Сфаксьєн        | 6:3            | Діараф       | 5:0      | 1:3      |

### Півфінал
| Команда 1 | Заг.           | Команда 2    | 1-й матч | 2-й матч |
| --------- | -------------- | ------------ | -------- | -------- |
| Кабілія   | 1:2            | Шутінг Старз | 1:1      | 0:1      |
| Сфаксьєн  | 1:1 (пен. 3:4) | Замалек      | 1:0      | 0:1      |

### Фінал
| 30 листопада 1996 |

| Шутінг Старз | 2:1      | Замалек     |
| ------------ | -------- | ----------- |
| ? ?' ? ?'    | Протокол | Мостафа 90' |

| «Адамасінгба», Ібадан Глядачів: 30 000 Арбітр: Ян МакЛеод (ПАР) |

| 13 грудня 1996 |

| Замалек                                                               | 2:1      | Шутінг Старз                             |
| --------------------------------------------------------------------- | -------- | ---------------------------------------- |
| Абдель-Гаді 29' Мансур 66'                                            | Протокол | Адемола Джонсон 89'                      |
|                                                                       | Пенальті |                                          |
| Мотамед Гамал · Мансур · ель-Шешіні · Ахмед Ель-Касс · Касем · Набієг | 5:4      | ? · ? · ? · ? · Барува · Адемола Джонсон |

| Міжнародний стадіон, Каїр Глядачів: 60 000 Арбітр: Сіді Бекає Медасса (Малі) |

| Чемпіон Кубка африканських чемпіонів 1996 [[Файл:Flag of Egypt.svg\|border\|border\|100px\|]] Замалек (4-й титул) |